# Sonangol
Sonangol (abreviação de Sociedade Nacional de Combustíveis de Angola) é uma empresa estatal do ramo petrolífero, responsável pela administração e exploração do petróleo e gás natural em Angola. O grupo possui várias subsidiárias, que normalmente têm a própria Sonangol como principal cliente.
É estimado que Angola tenha mais de 5 mil milhões de barris de petróleo em reservas costeiras e de alto-mar. Longe de ser uma empresa "normal", a Sonangol foi desde o início um instrumento de primeira importância nas mãos do regime político, para efeitos de benefício mútuo - servindo consequente e eficazmente os interesses do poder político, e obtendo de lado deste todas as condições para prosperar.

## História
O percurso histórico da Sonangol começou, em 1953, com a fundação de uma subsidiária da companhia portuguesa Sociedade Anónima de Combustíveis e Óleos Refinados (SACOR). A subsidiária, que receberia o nome de Sociedade de Lubrificantes e Combustíveis-SARL (ANGOL), foi criada para iniciar a prospecção e futura extração de áreas petrolíferas descobertas na então colônia de Angola.
Com a independência de Angola e na sequência da tomada do poder pelo MPLA, a companhia ANGOL foi nacionalizada e dividida em duas, formando a "Sonangol U.E.E." e a "Direcção Nacional de Petróleos". A Diretiva 52/76 instruiu que a Sonangol deveria ser uma empresa estatal com poderes para administrar as reservas de gás e petróleo do país. Utilizando as instalações remanescentes da Texaco, FINA, Shell e Mobil, a Sonangol obteve a assistência da empresa argelina Sonatrach e da italiana Eni.
Na década de 1980 Angola permitiu alguma abertura ao capital estrangeiro no negócio da extração e refino do petróleo bruto, removendo o monopólio da estatal, tanto para minar a defasagem tecnológica, quanto como instrumento político para frear as ambições coloniais belgas, estadunidenses e francesas, que interferiam fortemente na Guerra Civil Angolana.
Em 1991 o governo angolano resolveu nomear Albina Africano como presidente da empresa; química que havia vindo da administração privada do negócio petrolífero no país, marcou a primeira tentativa de abertura de capitais na Sonangol.
Em 20 de dezembro 2011, a organização não governamental Human Rights Watch em Nova Iorque chegou a exigir que o Governo de Angola explicasse onde estão os 32 mil milhões de dólares em falta nos cofres do Estado, relacionados com a petrolífera estatal Sonangol.
Em junho de 2016, o presidente de Angola nomeou Isabel dos Santos presidente da Sonangol, naquele que foi considerado um dos atos de maior nepotismo do governo.
Dos Santos foi exonerada do cargo de Presidente do Conselho de Administração da Sonangol em 15 de novembro de 2017, pelo novo presidente angolano João Lourenço.

## Organização
Tida como a maior empresa de Angola, o Grupo Sonangol é formado por várias subsidiárias, que atuam em diferentes países, principalmente no Congo-Quinxassa, em Cabo Verde (através da Sonangol Cabo Verde) e em China através da empresa China Sonangol Resources Enterprise Ltd.
A Sonangol possui ainda participações em empresas de diversos ramos como bancários, financeiros dentre outros, contando com mais de 30 subsidiárias. Além disso, ainda mantém subsedes operacionais nas seguintes cidades:
- Brazavile, Congo;
- Honguecongue, China;
- Houston, EUA;
- Londres, Reino Unido;
- Singapura;
- Rio de Janeiro, Brasil.

Sonangol é também uma importante patrocinadora das artes, desportos e serviços humanitários em Angola e em África.

### Subsidiárias
Para além da actuação na indústria petrolífera, o Grupo Sonangol presta também serviços nas indústrias de telecomunicações, transporte aéreo comercial, prestação de serviços de saúde e sector imobiliário. As subsidiárias do grupo são:
- Sonangol Holdings: controladora das subsidiárias
- Empresa de Serviços e Sondagens de Angola, Lda. (ESSA):[12] atua no ramo de formação e capacitação de técnicos para a área petrolífera e segurança industrial
- Sonangol Pesquisa & Produção:[13] responsável pela área de pesquisa, exploração, prospeção e produção de hidrocarbonetos
- SonAir: ramo aeronáutico
- Sonangol Gás Natural
- Sonaship:[14] subsidiária que atua no ramo naval
- MSTelcom (Mercury):[15] responsável pela gestão da área de telecomunicações da Sonangol
- Sonangol Refinaria de Luanda
- Sonangol Finance Limited
- Sonaref
- SIP
- SONIP
- Sonangol Logística
- SIIND
- Sonangol Distribuidora
- Clinica Girassol
- Sonangol Comercialização Internacional
- Sonangol Hidro-Carbonetos
- Academia Sonangol: responsável pelo sistema e políticas de formação corporativa da Sonangol
- Instituto Superior Politécnico de Tecnologias e Ciências: instituição de ensino superior[16]
- Sonangol USA:[17] subsidiária para comercialização no mercado estadunidense
- Sonangol Ltd:[18] subsidiária para comercialização no mercado britânico
- Sonangol Shipping:[19] de transportes de hidrocarbonetos

### Participações
- Unitel (50%)[20]